# Хлютский сельсовет
Хлютский сельсовет — административно-территориальная единица и муниципальное образование со статусом сельского поселения в Рутульском районе Дагестана Российской Федерации.
Административный центр — село Хлют.

## Население
| 2002  | 2010  | 2012  | 2013  | 2014  | 2015  | 2016  |
| ----- | ----- | ----- | ----- | ----- | ----- | ----- |
| 2070  | ↗2086 | ↘2038 | ↘1999 | ↘1948 | ↘1927 | ↘1863 |
| 2017  | 2018  | 2019  | 2020  | 2021  | 2023  | 2024  |
| ↘1793 | ↘1769 | ↘1709 | ↘1679 | ↗1751 | ↘1699 | ↘1669 |

## Состав
| № | Населённый пункт | Тип населённого пункта       | Население |
| - | ---------------- | ---------------------------- | --------- |
| 1 | Играх            | село                         | ↗5        |
| 2 | Иче              | село                         | →2        |
| 3 | Лакун            | село                         | ↗21       |
| 4 | Хлют             | село, административный центр | ↘1723     |